# Grumman HU-16 Albatross
De Grumman HU-16 Albatross is een amfibievliegtuig wat inhoudt dat het zowel op het water als op een landingsbaan kan landen.
Het vliegtuig was een verbeterde versie van de Grumman G-73 Mallard en werd in de periode van 1949 tot 1961 gebouwd door de Amerikaanse vliegtuigfabrikant Grumman. Er zijn er in totaal 466 gebouwd. Het vliegtuig wordt door de civiele luchtvaart, leger en kustwacht gebruikt. De voornaamste rol was het uitvoeren van SAR-missies. De Albatross is ontwikkeld om in open water te landen teneinde reddingen uit te voeren. De diepe V-romp en de lengte van de kiel maakten dit mogelijk. De Albatross kon in open water met golven van 1,2 meter hoog normaal opereren. Tot golven van drie meter hoogte was dit ook mogelijk, maar dan had het JATO (Jet-Assisted Take Off) raketten nodig voor het opstijgen.
De meeste watervliegtuigen van het type Grumman Albatross werden gebruikt door de United States Air Force (USAF) voor zoek- en reddingsoperaties (SAR). Ze werden veel gebruikt in de Koreaanse oorlog en verdienden de reputatie van robuust en zeewaardig. Ook in de Vietnamoorlog werden ze veelvuldig ingezet. De Amerikaanse marine gebruikte het toestel in dezelfde rol.
De laatste vlucht bij de luchtmacht was in juli 1973, bij de marine werden ze drie jaar later uit dienst genomen en bij de Amerikaanse kustwacht was de laatste vlucht in 1983. De laatste Albatross werd in 1995 door de Griekse marine buiten dienst gesteld.
De toestellen zijn ook door civiele gebruikers ingezet. Pan American World Airways en Air Micronesia gebruikten de toestellen in de Stille Oceaan tot ongeveer 1970. Er kwamen toen vliegvelden op het land waardoor de watervliegtuigen overbodig werden. In 1997 vloog een Albatross, met piloten Reid Dennis en Andy Macfie, rond de wereld. De totaal afgelegde afstand bedroeg 27.347 zeemijl en de hele reis duurde 73 dagen. In totaal werden 38 stops gemaakt in 21 landen en het aantal vlieguren was 190. Dit vliegtuig is opgenomen in de collectie van het Hiller Aviation Museum.

## Fotogalerij

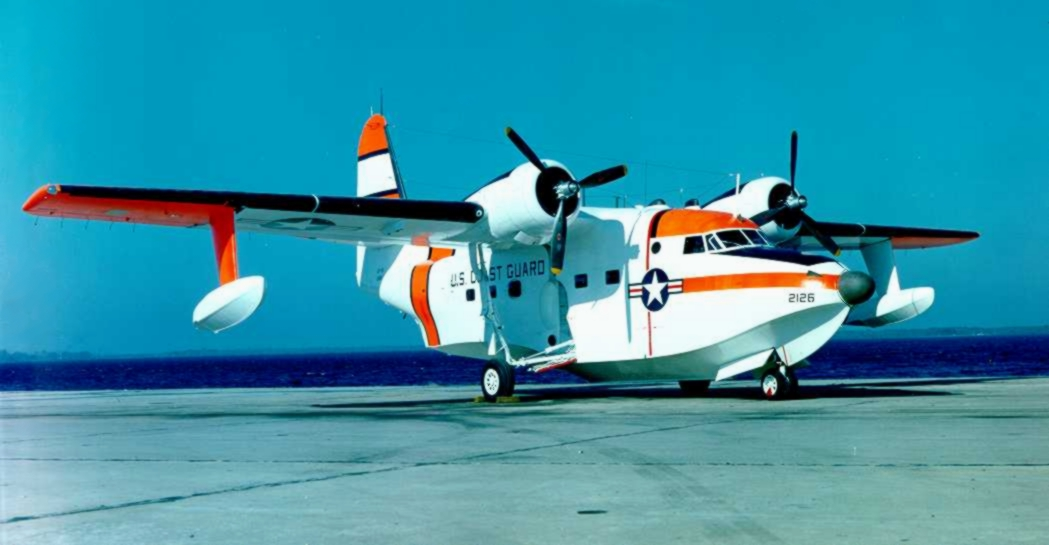
Grumman HU-16 Albatross van de Amerikaanse kustwacht
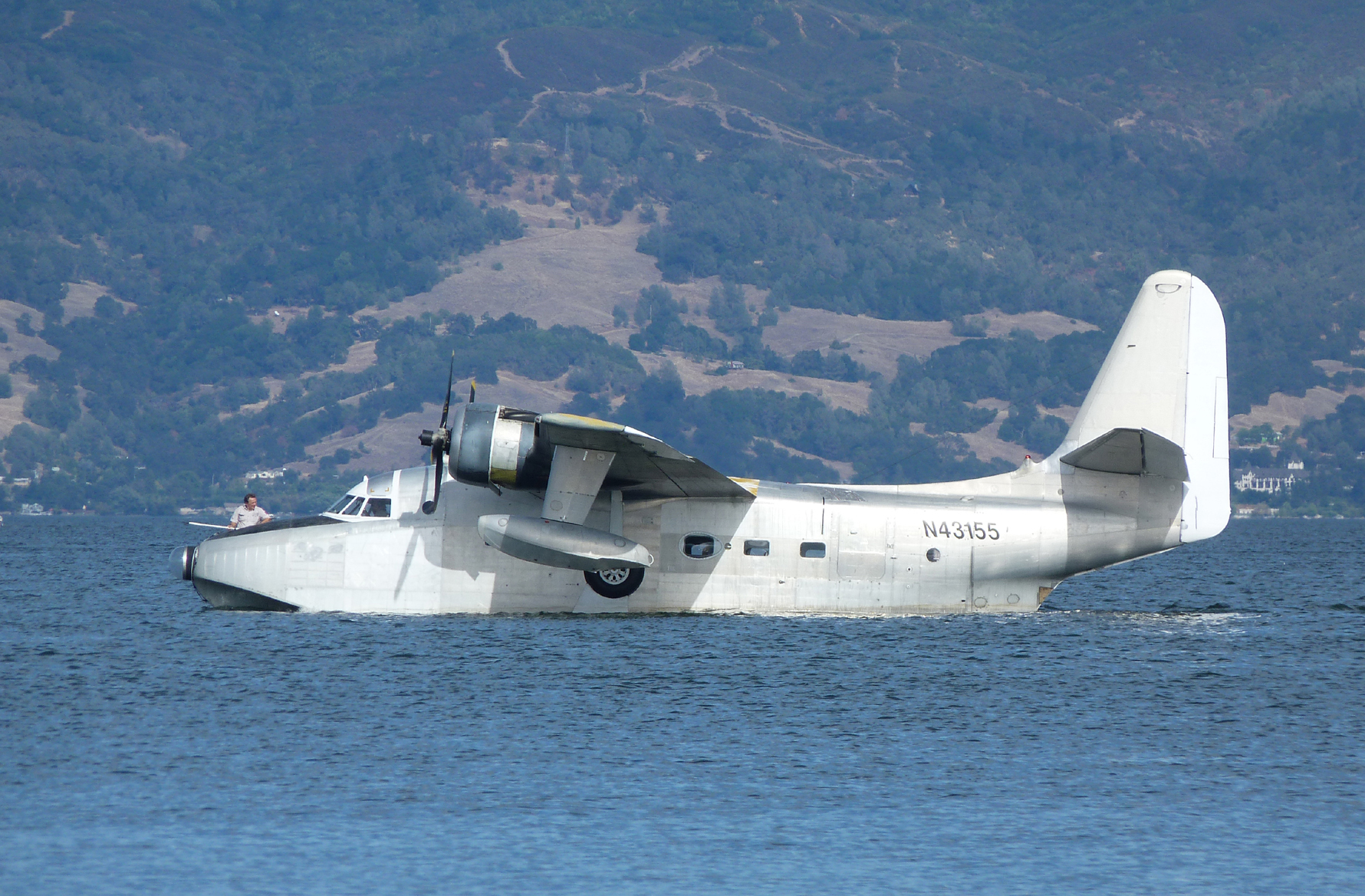
Albatross geland op het water
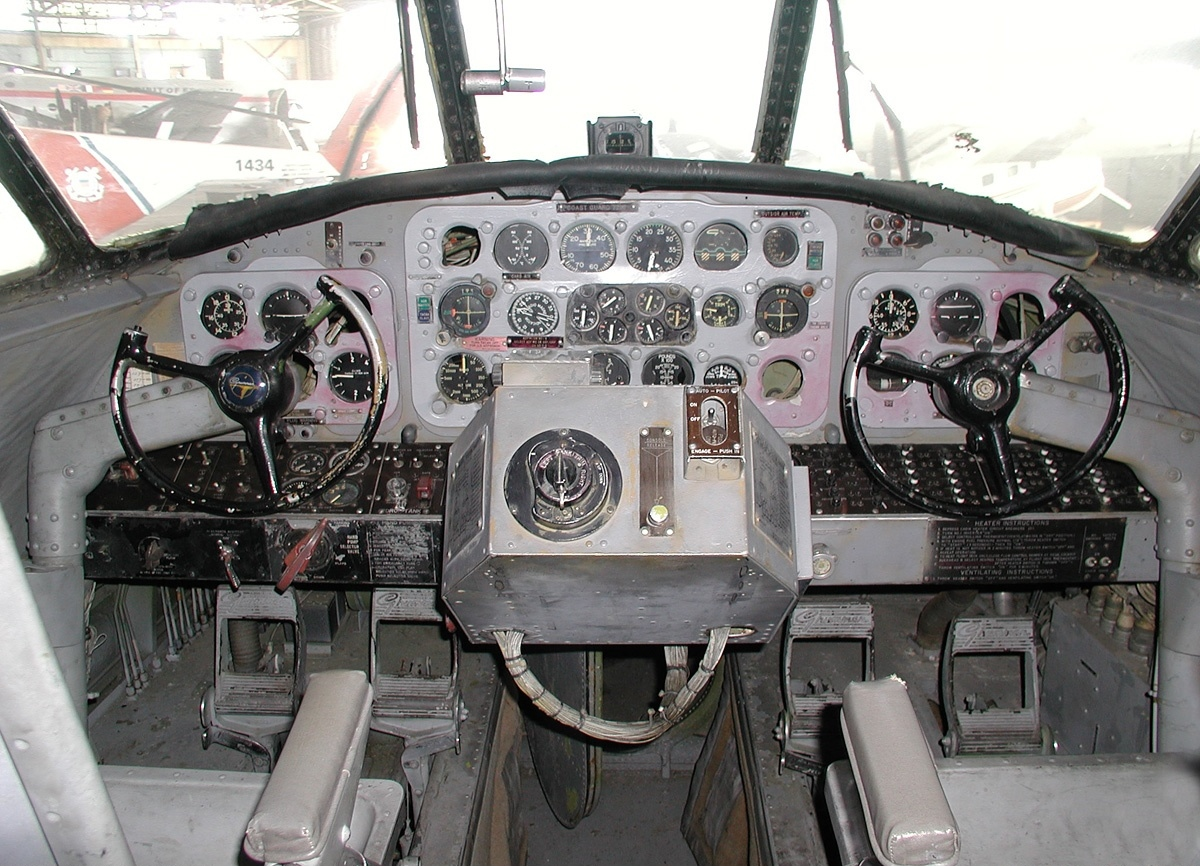
Cockpit